# NGC 912
NGC 912 je galaksija u zviježđu Andromeda.

## Vanjske poveznice
- SEDS: NGC 912